# 徐东香
徐东香（1983年1月15日—）是一名中国女子赛艇运动员，出生于浙江省绍兴市柯桥区，1998年进入绍兴市体校，1999年进入浙江省划船队，2001年进入国家队。徐东香多次在全国锦标赛、全运会、亚运会、赛艇世界杯上获得女子轻量级比赛冠军。参加了2004年和2008年奥运会。2012年伦敦奥运会上，与黄文仪合作夺得赛艇女子轻量级双人双桨银牌，是中国赛艇史上首枚女子轻量级项目的奥运奖牌，也是中国代表队在伦敦奥运会赛艇项目上获得的唯一一枚奖牌。